# Lethe chekiangensis
Lethe chekiangensis är en fjärilsart som beskrevs av Clayton Dissinger Mell 1935. Lethe chekiangensis ingår i släktet Lethe och familjen praktfjärilar. Inga underarter finns listade i Catalogue of Life.